# あま市美和図書館
あま市美和図書館（あましみわとしょかん）は、愛知県あま市花正地先1番地1にある公共図書館。

## 概要
あま市唯一の図書館であり、あま市美和文化会館の1階にある。1994年（平成6年）7月12日に開館した。2008年（平成20年）4月から指定管理者制度が導入されている。
2018年度（平成30年度）末の蔵書数は127,612点、2018年度の貸出数は237,908点だった。2018年度末のあま市の人口は88,820人であるため、住民1人あたりの貸出数は2.7点だった。

## 公民館図書室時代（1979年 - 1994年）
1949年（昭和24年）に社会教育法が施行されると、昭和20年代には美和町役場西側に美和町公民館が建設された。美和町公民館のほかには、美和町立美和中学校の敷地内にある青年研修所も公民館的役割を果たした。
1979年（昭和54年）4月1日には海部郡美和町の美和町役場の東隣に美和町立中央公民館が開館し、公民館図書室が設置された。美和町立中央公民館の総工費は4億2834万6900円である。開室日は毎週日曜と水曜の2日間だった。1985年（昭和60年）時点の蔵書数は約6,300冊であり、年間の利用者数は約2,000人だった。
公民館図書室の設置から6年間は館内閲覧のみだったが、1985年（昭和60年）3月には館外貸出を開始し、貸出冊数を2冊まで、貸出期間を2週間とした。その後は利用者の増加に応じて、図書のリクエストサービス、基本的蔵書以外のベストセラーや文庫本の購入、雑誌の貸出や新聞の設置、学校の夏季休暇中の図書室の開放などを行い、利用者に対する便宜を図った。1988年度（昭和63年度）末時点では約8,600冊の蔵書を有しており、1988年度の貸出人数は6,450人、1988年度の貸出冊数は14,536冊だった。
1991年（平成3年）4月には美和町第2次総合計画に基づいて文化会館と図書館の複合施設の建設を計画。1992年（平成4年）4月には複合施設の建設工事に着工した。1994年（平成6年）3月には中央公民館図書室を閉鎖し、また複合施設が竣工した。この複合施設は11,797.65m2の広大な敷地に建設されており、ふれあいの森と合わせて美和町文化の杜と呼ばれる。同年7月には美和町議会が図書館条例を制定した。

## 美和町図書館 / あま市美和図書館（1994年 - ）

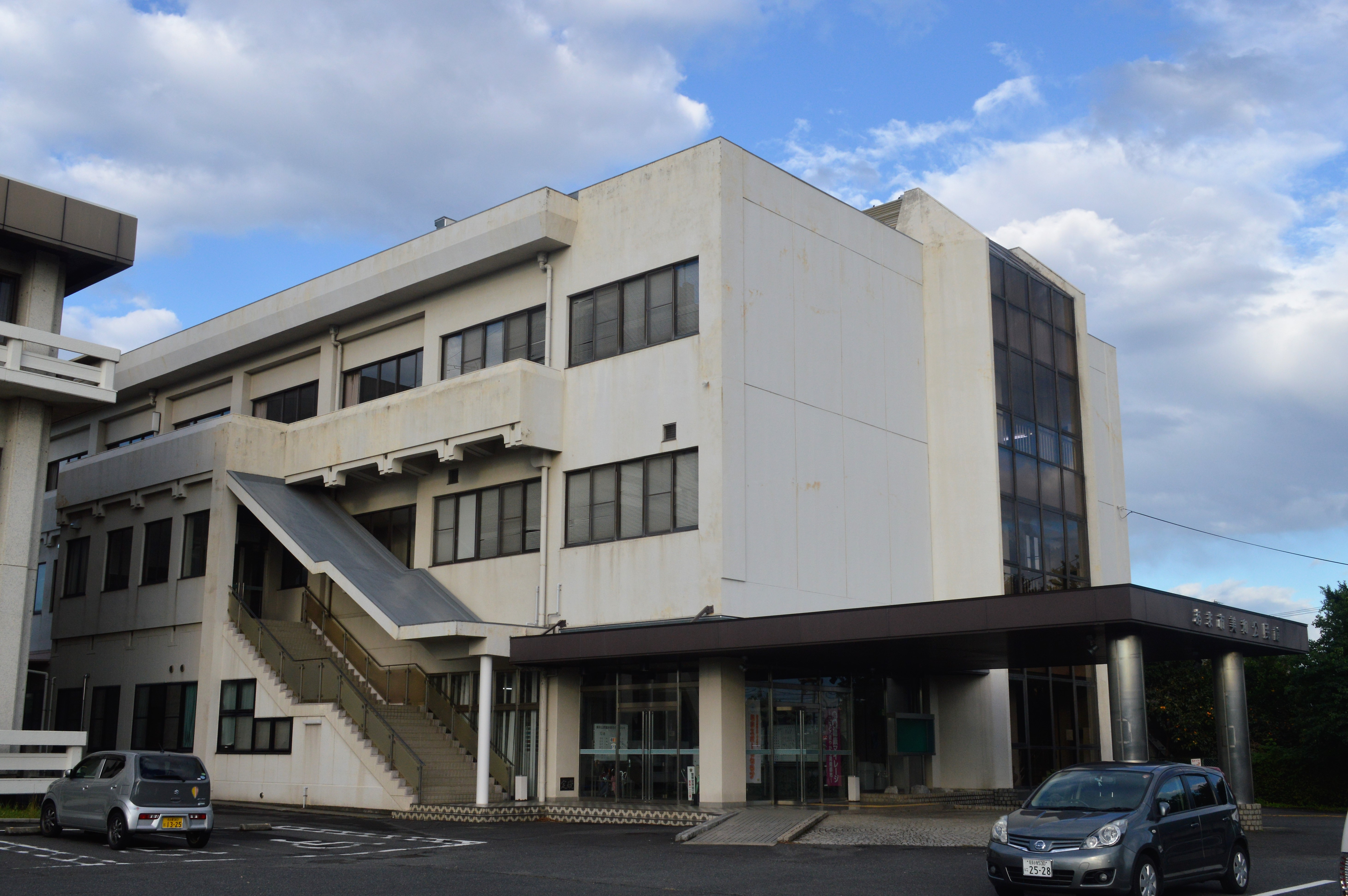
あま市美和公民館（旧・美和町立中央公民館）

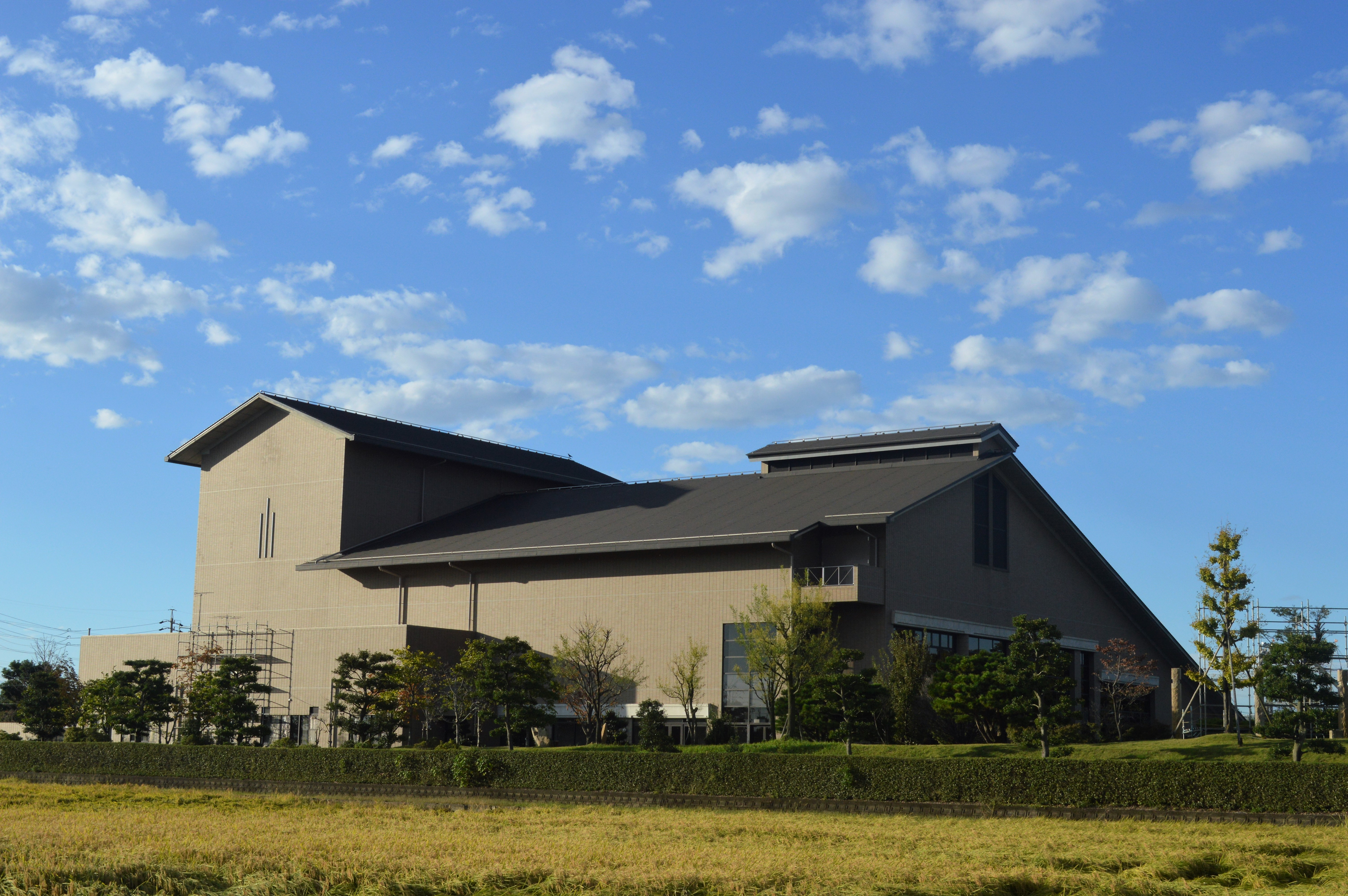
あま市美和文化会館（旧・美和町文化会館）

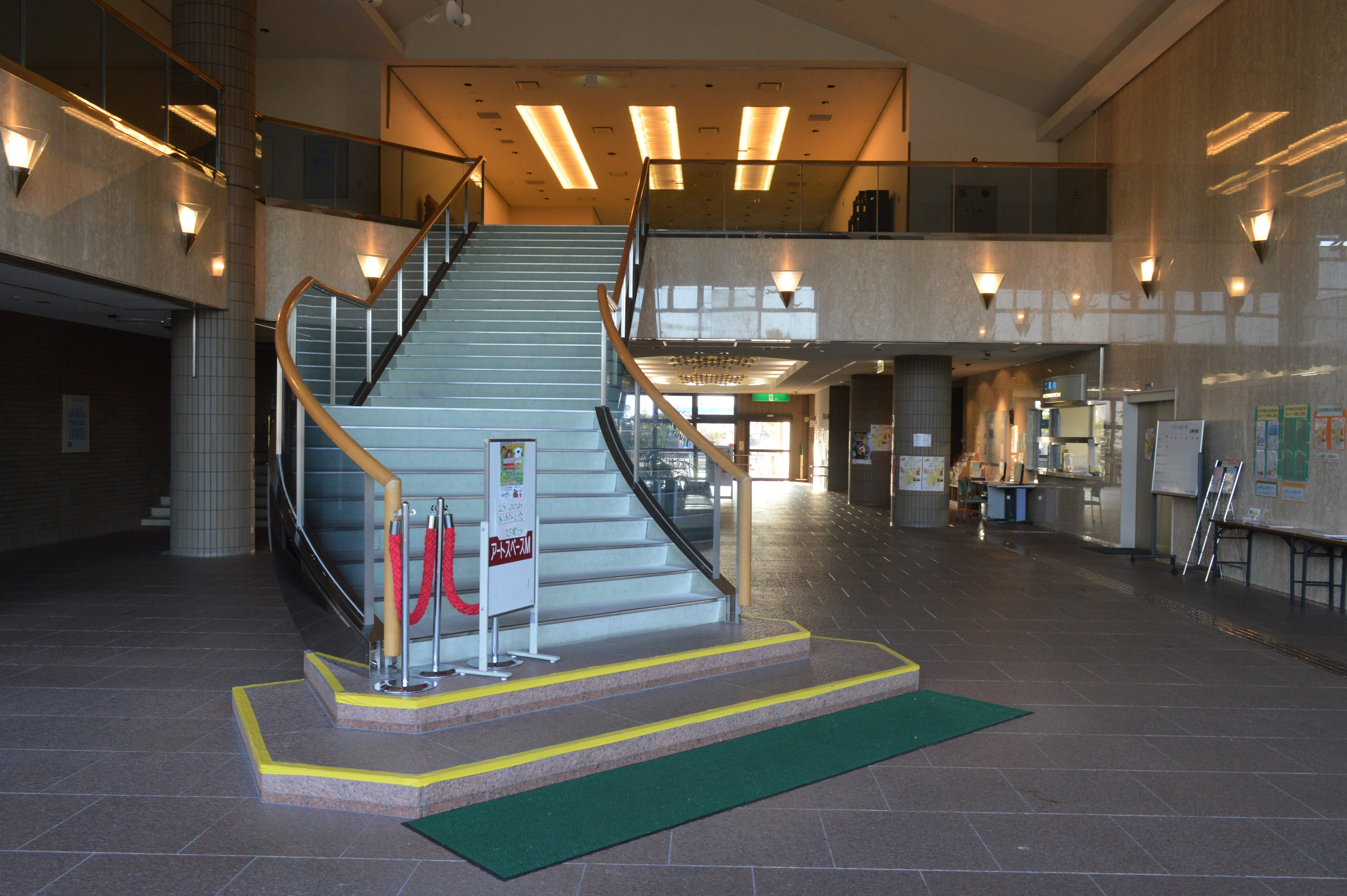
あまし美和文化会館の内部

1994年（平成6年）7月12日、美和町文化会館の1階に美和町図書館が開館した。美和町文化会館図書館と呼ばれることもある。学校の夏季休暇に図書館に親しんでもらえるよう、美和町文化の杜全体の完成に先んじて図書館を開館させている。
美和町図書館は開館時からコンピュータを導入しており、利用者カードと図書のバーコードをなぞるだけで貸出・返却処理ができた。開館時の蔵書数は約36,000冊である。公民館図書室時代に2冊までだった貸出冊数を5冊までに、2週間だった貸出期間を15日間に変更している。開館からわずか半月あまりで、入館者数は美和町の総人口に匹敵する約23,000人に達した。美和町は海部郡の北端部に位置しており、稲沢市・津島市・甚目寺町・七宝町・佐織町に隣接していること、貸出カードの作成に居住地の制限がないことなどから、美和町外の利用者が日に日に増していった。
1995年（平成7年）2月には美和町文化の社に関して汚職を行ったとして、美和町の近藤隆町長が逮捕された。近藤町長は逮捕後に辞職願を提出しており、美和町は3月22日に開催する予定だった美和町文化の社の完成記念行事を中止した。美和町文化会館を含めた美和町文化の杜全体の総工費は約31億6000万円である。
2001年（平成13年）3月にはシステム更新を行い、愛知県図書館とコンピュータで結ばれた。同年4月にはインターネットによる蔵書検索と予約サービスを開始し、また来館者用のインターネット接続用パソコンを館内に設置した。2002年（平成14年）9月には国立国会図書館総合目録ネットワークに参加している。2004年（平成16年）4月には5冊までだった貸出冊数を6冊に変更している。

## 指定管理者導入後（2008年 - ）
2008年（平成20年）4月、美和町は美和町文化の杜の管理運営に指定管理者制度を導入した。同時に祝日の開館を開始し、また図書の宅配サービスを開始している。愛知県の公共図書館における指定管理者制度の導入事例は、新城市の新城図書館（2006年度導入）、幸田町の幸田町立図書館（2006年度導入）、江南市の江南市立図書館（2007年度導入）、津島市の津島市立図書館（2007年度導入）に次いで5例目である。2008年度（平成20年度）末の蔵書数は101,197点、2008年度の貸出数は220,685点だった。2008年度末の美和町の人口は24,365人であるため、住民1人あたりの貸出数は9.1点だった。
2010年（平成22年）3月22日には美和町・甚目寺町・七宝町の3町が合併してあま市が発足し、美和町図書館はあま市美和図書館に改称した。なお、旧甚目寺町と旧七宝町には図書館が存在しない。2012年（平成24年）2月には雑誌スポンサー制度を導入し、広告入り雑誌の無償提供者の募集を開始した。2013年（平成25年）4月にはあま市文化の社の指定管理者を更新し、あまMSLグループ（名鉄インプレス、昭和建物管理、リブネット、名鉄環境造園）が指定管理者となった。2018年（平成30年）4月にはあま市文化の社の指定管理者を更新し、あまSL共同事業体（昭和建物管理、リブネット）が指定管理者となった。

## 公民館読書室
図書館法における公共図書館は、旧美和町域のあま市美和図書館のみである。その他の図書館等施設として、旧七宝町域のあま市七宝公民館に七宝公民館読書室が、旧甚目寺町域のあま市甚目寺公民館に甚目寺公民館読書室がある。
| あま市の図書館等施設 | あま市の図書館等施設 | あま市の図書館等施設     | あま市の図書館等施設                    | あま市の図書館等施設                  | あま市の図書館等施設 | あま市の図書館等施設                                                                     |
| 分類                 | 名称                 | 所在地                   | 開館時間                                | 休館日                                | 貸出冊数/期間        | 備考                                                                                     |
| -------------------- | -------------------- | ------------------------ | --------------------------------------- | ------------------------------------- | -------------------- | ---------------------------------------------------------------------------------------- |
| 図書館               | あま市美和図書館     | 花正地先1番地1           | 9時-17時（9月-3月） 9時-18時（4月-8月） | 月曜・第4金曜・年末年始・特別整理期間 | 6冊・15日間          | 館外貸出に居住地の制限はない。                                                           |
| 公民館 読書室        | 七宝公民館読書室     | 七宝町安松小新田2337番地 | 9時-16時                                | 月曜・年末年始                        | 5冊・15日間          | 館外貸出はあま市在住・在勤・在学者に限る。 図書の貸出日は毎週金曜と毎月第3日曜日に限る。 |
| 公民館 読書室        | 甚目寺公民館図書室   | 甚目寺二伴田65番地       | 9時-17時                                | 月曜・年末年始                        | 3冊・2週間           | 館外貸出はあま市在住・在勤・在学者に限る。                                               |

## ギャラリー

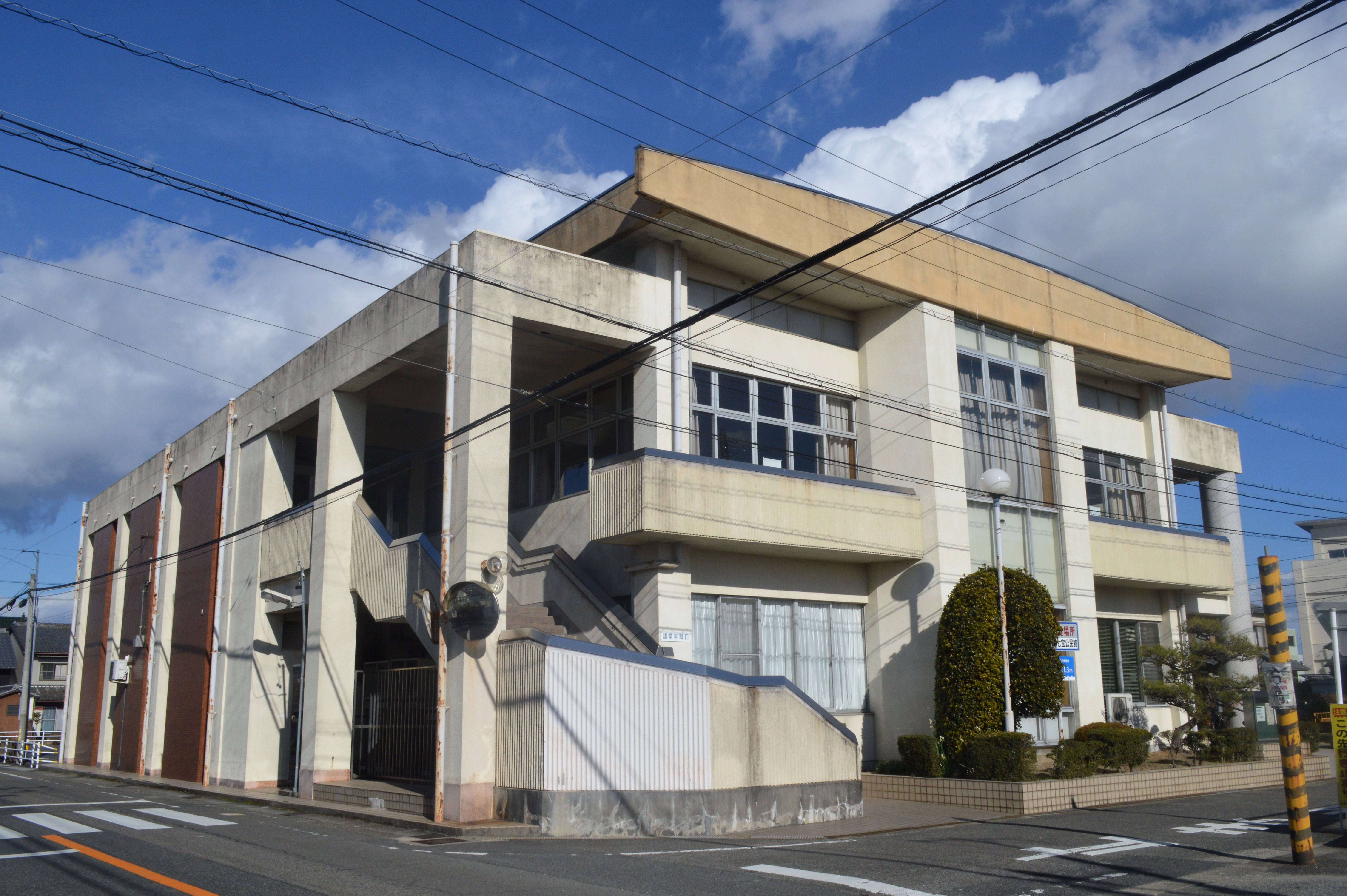
あま市七宝公民館
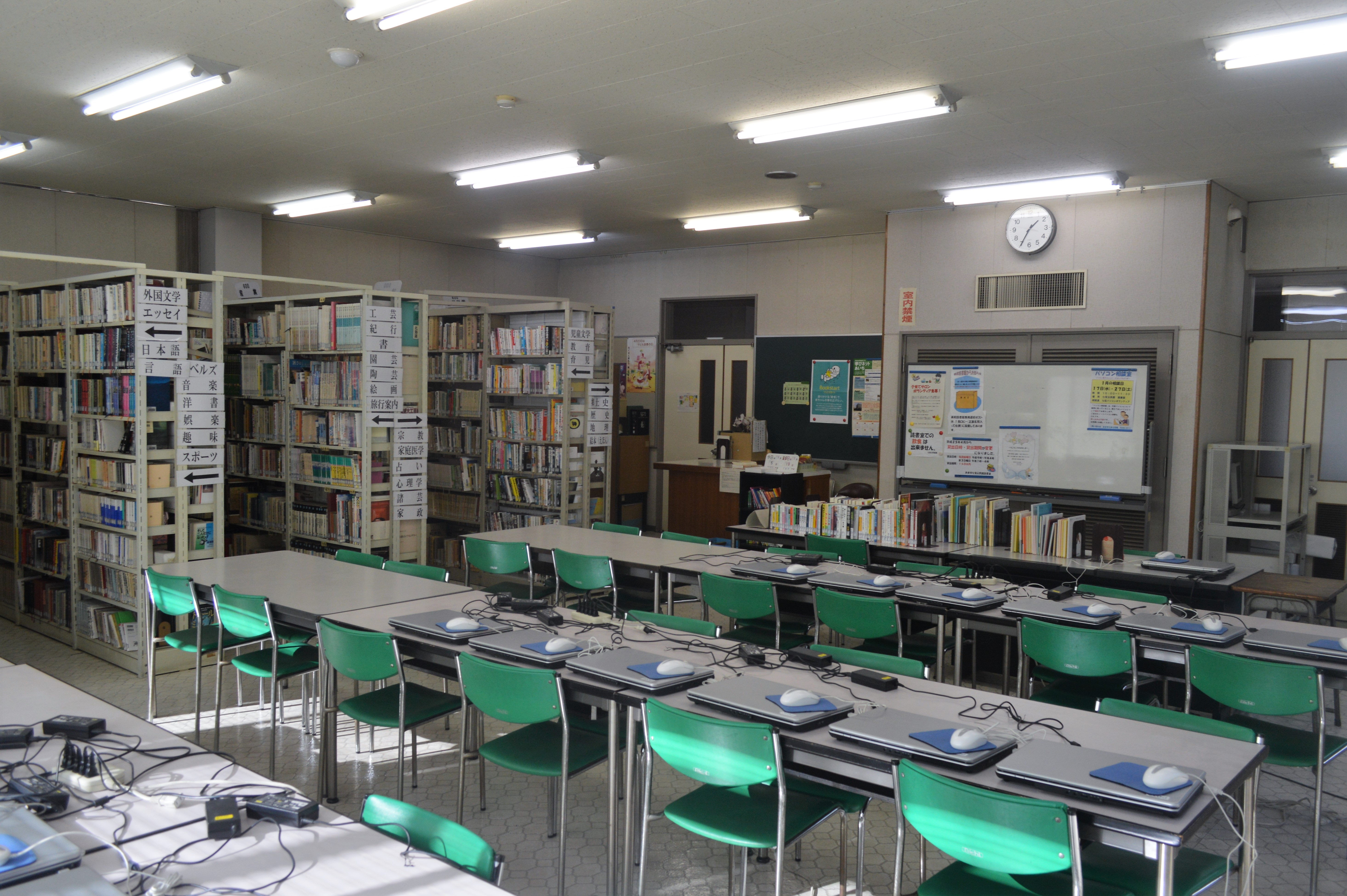
七宝公民館読書室
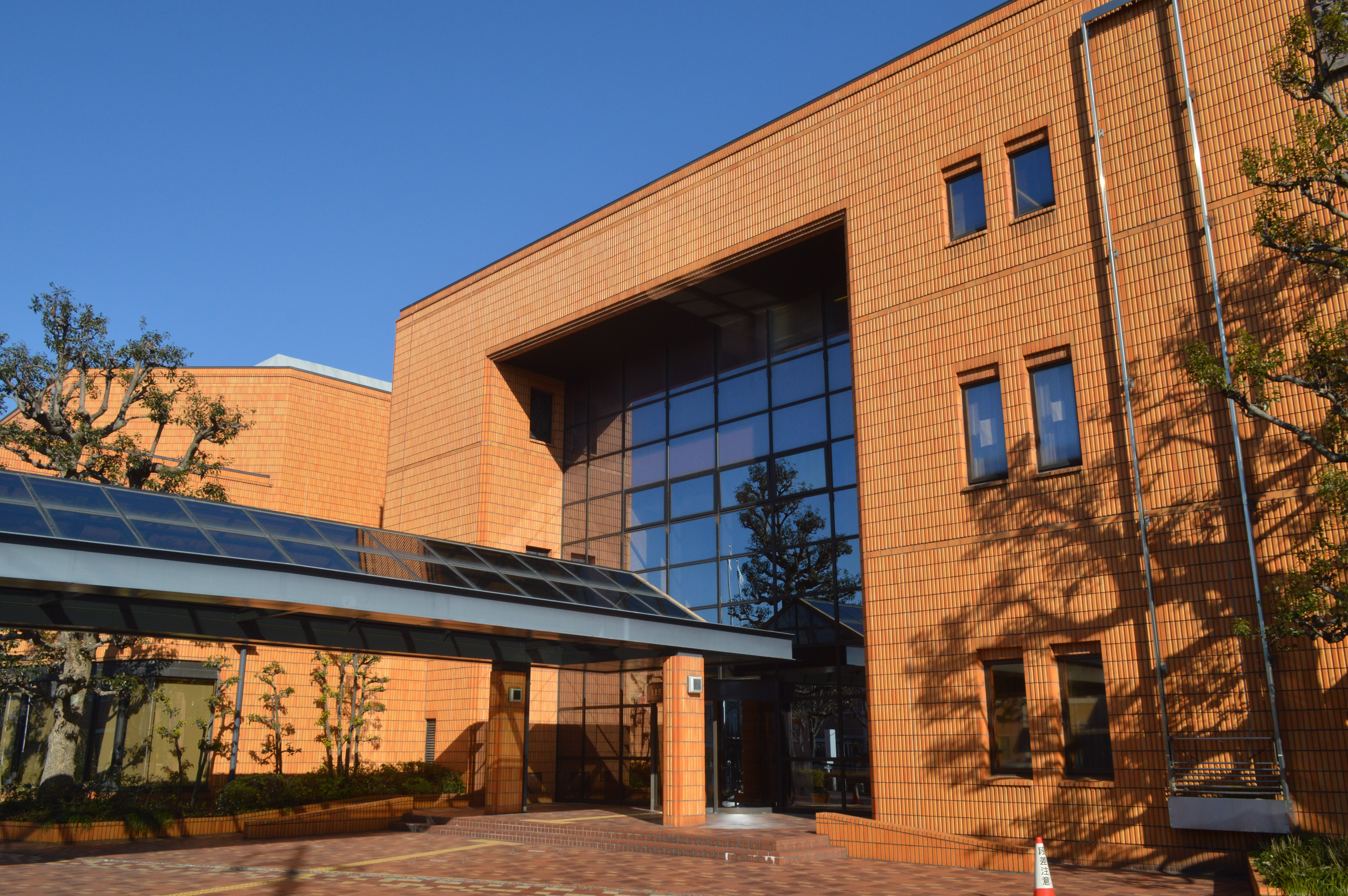
あま市甚目寺公民館